# Kent Carlsson
Kent Carlsson (Eskilstuna, Suècia; 3 de gener de 1968) és un tennista professional retirat suec.
En el seu palmarès consten nou títols individuals del circuit ATP, entre els quals en destaca un de categoria Masters a Hamburg, i que li van permetre arribar al sisè lloc del rànquing mundial. De fet va destacar només en terra batuda, ja que tots els títols els va aconseguir sobre aquesta superfície. En la modalitat de dobles no va aconseguir cap resultat destacat ja que només va disputar una desena de partits durant la seva trajectòria.
Després de la seva retirada va exercir com a entrenador de tennis, entre els quals destaquen Magnus Norman, Thomas Johansson, Nicklas Kroon i Aki Rahunen. Després de molts anys vivint a Mònaco va tornar a Suècia per fer d'entrenador d'hípica per cavalls de carreres.

## Palmarès

### Individual: 17 (9−8)
| Títols per superfície |
| --------------------- |
| Dura (0−0)            |
| Gespa (0−0)           |
| Terra batuda (9−8)    |

| Resultat  | Núm. | Data                   | Torneig                      | Superfície   | Oponent            | Marcador                |
| --------- | ---- | ---------------------- | ---------------------------- | ------------ | ------------------ | ----------------------- |
| Finalista | 1.   | 22 de juliol de 1985   | Hilversum, Països Baixos     | Terra batuda | Ricki Osterthun    | 6−4, 6−4, 2−6, 4−6, 3−6 |
| Guanyador | 1.   | 7 d'abril de 1986      | Bari, Itàlia                 | Terra batuda | Horacio de la Peña | 7−5, 6−7, 7−5           |
| Finalista | 2.   | 28 d'abril de 1986     | Madrid, Espanya              | Terra batuda | Joakim Nyström     | 1−6, 1−6                |
| Finalista | 3.   | 7 de juliol de 1986    | Bordeus, França              | Terra batuda | Paolo Canè         | 4−6, 6−1, 5−7           |
| Guanyador | 2.   | 22 de setembre de 1986 | Barcelona, Espanya           | Terra batuda | Andreas Maurer     | 6−2, 6−2, 6−0           |
| Guanyador | 3.   | 13 d'abril de 1987     | Niça, França                 | Terra batuda | E. Sánchez Vicario | 7−6(7), 6−3             |
| Guanyador | 4.   | 8 de juny de 1987      | Bolonya, Itàlia              | Terra batuda | E. Sánchez Vicario | 6−2, 6−1                |
| Finalista | 4.   | 6 de juliol de 1987    | Boston, Estats Units         | Terra batuda | Mats Wilander      | 6−7(5), 1−6             |
| Finalista | 5.   | 13 de juliol de 1987   | Indianapolis, Estats Units   | Terra batuda | Mats Wilander      | 5−7, 3−6                |
| Guanyador | 5.   | 11 d'abril de 1986     | Madrid                       | Terra batuda | Fernando Luna      | 6−2, 6−1                |
| Guanyador | 6.   | 25 d'abril de 1988     | Hamburg, Alemanya Occidental | Terra batuda | Henri Leconte      | 6−2, 6−1, 6−4           |
| Guanyador | 7.   | 1 d'agost de 1988      | Kitzbühel, Àustria           | Terra batuda | E. Sánchez Vicario | 6−1, 6−1, 4−6, 4−6, 6−3 |
| Guanyador | 8.   | 8 d'agost de 1988      | Sent-Vincent, Itàlia         | Terra batuda | Thierry Champion   | 6−0, 6−2                |
| Guanyador | 9.   | 12 de setembre de 1988 | Barcelona (2)                | Terra batuda | Thomas Muster      | 6−3, 6−3, 3−6, 6−1      |
| Finalista | 6.   | 19 de setembre de 1988 | Ginebra, Suïssa              | Terra batuda | Marián Vajda       | 4−6, 4−6                |
| Finalista | 7.   | 26 de setembre de 1988 | Palerm, Itàlia               | Terra batuda | Mats Wilander      | 1−6, 6−3, 4−6           |
| Finalista | 8.   | 10 d'abril de 1989     | Atenes, Grècia               | Terra batuda | Ronald Agénor      | 3−6, 4−6                |

## Trajectòria

### Individual
| Open d'Austràlia | A   | A   | A     | NC    | A    | A    | A   | 0 / 0    | 0 – 0    |
| Roland Garros | A   | 3R  | 2R    | 3R    | 4R   | 4R   | A   | 0 / 5    | 11 – 5   |
| Wimbledon | A   | A   | A     | A     | A    | A    | A   | 0 / 0    | 0 – 0    |
| US Open | A   | A   | A     | 1R    | A    | A    | A   | 0 / 0    | 0 – 0    |
| Total Victòries−Derrotes | 0−1 | 7−8 | 17−12 | 44−13 | 37−8 | 50−6 | 5−6 | 160 – 54 | 160 – 54 |
| Rànquing a final d'any | –   | 138 | 50    | 13    | 12   | 6    | 309 |          |          |
| Llegenda: G: Guanyador; F: Finalista; SF: Semifinalista; QF: Quarts de final; Q: Qualificació; A: Absent; RR: Round Robin; NC: No celebrat |     |     |       |       |      |      |     |          |          |